# Messier 65
Messier 65 (również M65 lub NGC 3623) – galaktyka spiralna znajdująca się w konstelacji Lwa w odległości około 40 milionów lat świetlnych. Została odkryta 1 marca 1780 roku przez Charles’a Messiera. Messier 65 wraz z Messier 66 i NGC 3628 tworzą razem słynny Triplet Lwa (Arp 317), małą grupę galaktyk.
M65 została odkryta przez Messiera i zapisana w Katalogu Messiera, jednakże William Henry Smyth przypadkowo przypisał odkrycie Pierre'owi Méchain w swojej popularnej XIX-wiecznej astronomicznej publikacji A Cycle of Celestial Objects (w której napisał: „One [M65 i M66] zostały wskazane Messierowi przez Méchaina w 1780”). Ten błąd został zauważony przez Kennetha Jonesa w Messier’s Nebulae and Star Clusters.

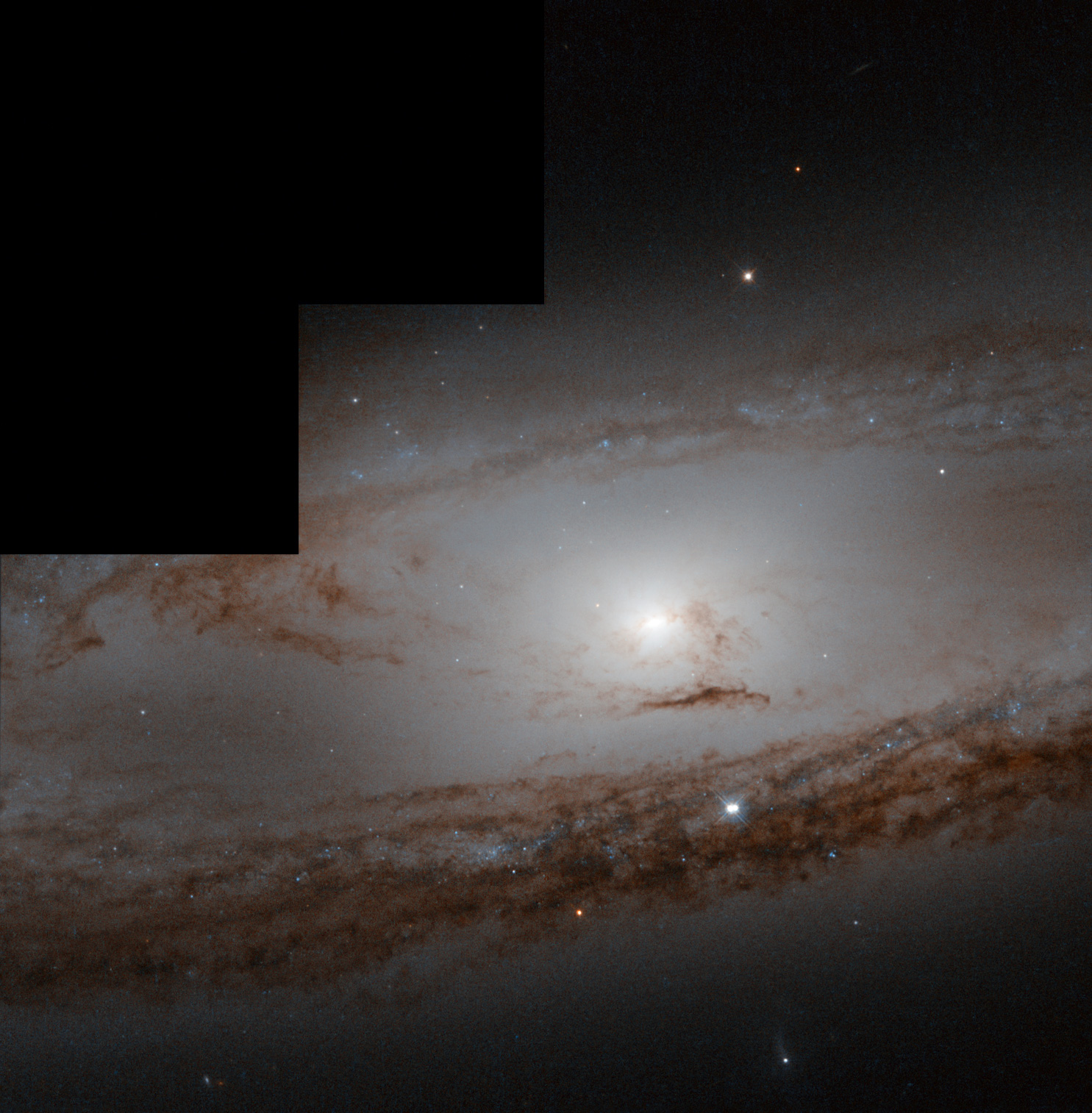
Zbliżenie centralnej części galaktyki (HST)

Galaktyka ta ma mało pyłu oraz gazu i dlatego mało gwiazd w niej powstaje, ale pewna aktywność gwiazdotwórcza miała jednak miejsce w ramionach spiralnych stosunkowo niedawno. Średnio jednak stosunek ilości starych gwiazd do nowych jest dość wysoki. W większości zakresów długości fal galaktyka jest mało interesująca, chociaż w NRAO VLA Sky Survey widoczne jest radioźródło, oddalone od centrum o ok. 2 minuty kątowe. 
Tożsamość tego źródła jest niepewna, jako że nie zostało ono zidentyfikowane wizualnie lub oficjalnie przebadane. Galaktyka ma aktywne jądro, ale aktywność nie jest zbyt silna, i galaktyka sklasyfikowana jest jako LINER (Low-ionization nuclear emission-line region).
Widziany przez teleskop dysk M65 wydaje się trochę wygięty i stosunkowo nagłe pojawienie się formacji gwiezdnych w jego obrębie sugeruje jakiś zewnętrzny wpływ. Rots (1978) sugeruje, że dwie pozostałe galaktyki Tripletu Lwa zaczęły oddziaływać ze sobą jakieś 800 milionów lat temu. Badania przeprowadzone przez Duana (2006) sugerują, że w M65 efekty oddziaływania mogły być istotne, choć w dużo mniejszym stopniu. To mogłoby wyjaśniać utworzenie nowych gwiazd w zgrubieniu centralnym galaktyki, odzwierciedlone w nieco bardziej niebieskim kolorze zgrubienia niż spodziewany. Zauważył również, że M65 może posiadać centralny pas gwiazd, co jest trudne do potwierdzenia, gdyż galaktyka ta jest przez nas widziana pod bardzo ostrym kątem.
W Messier 65 zaobserwowano do tej pory jedną supernową: SN 2013am.